# Jürgen Radschuweit
Jürgen Radschuweit (* 4. Dezember 1967 in Köln) ist ein ehemaliger deutscher Fußballspieler und heutiger -trainer.

## Karriere
Jürgen Radschuweit kam 1985 vom SC Viktoria Köln zu Bayer 04 Leverkusen. Dort spielte er hauptsächlich für die Amateurmannschaft (u. a. ein Spiel im DFB-Pokal 1990), kam aber bis 1993 auch zu insgesamt 20 Bundesligaspielen (ein Tor) für Bayer 04. Sein Bundesligadebüt gab er am ersten Spieltag der Saison 1988/89. In diesem Spiel musste er allerdings schon nach zehn Minuten ausgewechselt werden. 1993 wurde er mit seinem Klub DFB-Pokalsieger. In diesem Wettbewerb wurde Radschuweit einmal eingesetzt (Achtelfinale gegen Hertha BSC).
1993 wechselte er in die zweite Liga zu Fortuna Köln, wo er vier Jahre Stammspieler war. Zur Saison 1997/98 ging er zum KFC Uerdingen, den er 1999 nach dem Abstieg aus der zweiten Liga Richtung Fortuna Düsseldorf (Regionalliga West/Südwest) verließ. 2000/01 trat er mit Düsseldorf in der Staffel Nord an. Danach war er noch im Amateurbereich aktiv. Von 2001 bis 2005 spielte er bei Germania Dattenfeld und trat hier auch als Spielertrainer in Erscheinung. Es folgte noch ein Wechsel zu Fortuna Köln, wo er ab Januar 2006 tätig war.
Von 2007 bis 2009 war Jürgen Radschuweit sportlicher Leiter beim SCB Viktoria Köln. Von Juli bis August 2007 war er zusätzlich Trainer. Im Januar 2010 wurde er Trainer der U19-Mannschaft der Viktoria.
2009 feierte er seinen Einstand bei der Traditionsmannschaft von Bayer Leverkusen.

### Statistik
| Liga          | Spiele (Tore) |
| ------------- | ------------- |
| Bundesliga    | 020 (1)       |
| 2. Bundesliga | 162 (9)       |
| Regionalliga  | 049 (4)       |
| Wettbewerb    |               |
| DFB-Pokal     | 015 (1)       |

### Erfolge
- DFB-Pokalsieger 1993 mit Bayer 04 Leverkusen